# Прилоађе (Валча)
Прилоађе (рум. Priloage) насеље је у Румунији у округу Валча у општини Каинени. Oпштина се налази на надморској висини од 384 m.

## Становништво
Према подацима из 2002. године у насељу је живело 20 становника, од којих су сви румунске националности.